# Portland Building
Das Portland Building ist ein fünfzehnstöckiges Bürogebäude in der Innenstadt von Portland in Oregon. Es wurde von Michael Graves (1934–2015) geplant und 1982 eröffnet.
Es gilt als wegweisendes Gebäude der postmodernen Architektur und machte Graves bekannt.

## Geschichte
Das Portland Building ist das erste große postmoderne Gebäude; es wurde zwei Jahre vor dem postmodernen AT&T-Gebäude von Philip Johnson eröffnet. Graves Entwurf wurde in einem Architektur-Wettbewerb ausgewählt, mit Philip Johnson als eines der drei Mitglieder des Auswahlkomitees. Johnson hielt einen anderen Entwurf von Gunnar Birkerts für nicht hinreichend postmodern.
Das prägnante Aussehen des Portland Buildings mit den unterschiedlichen Materialien und Farben, der überwiegenden Lochfassade und den auffälligen dekorativen Elementen wich vom üblichen Baustil für Bürogebäude ab. Das Gebäude wurde rasch zu einer Ikone der postmodernen Architektur. Portlands Bürgermeister Frank Ivancie sagte, der moderne Stil, in dem die meisten großen Bürogebäude erbaut wurden, lasse amerikanische Städte langweilig erscheinen. Die meisten der neueren, großen Gebäude bestanden aus Glas und Stahl und waren wenig prägnant. Bei den Architekten war die Reaktion gemischt; viele kritisierten das Design, während andere es als willkommene Abkehr begrüßten.
Das Gebäude beherbergt Büros der Stadt Portland. Es befindet sich nordöstlich neben der Portland City Hall (Stadthalle). 1985 wurde die Kupferstatue Portlandia über dem Haupteingang montiert. 2006 wurde das Dach begrünt.
2011 wurde es in das National Register of Historic Places aufgenommen.

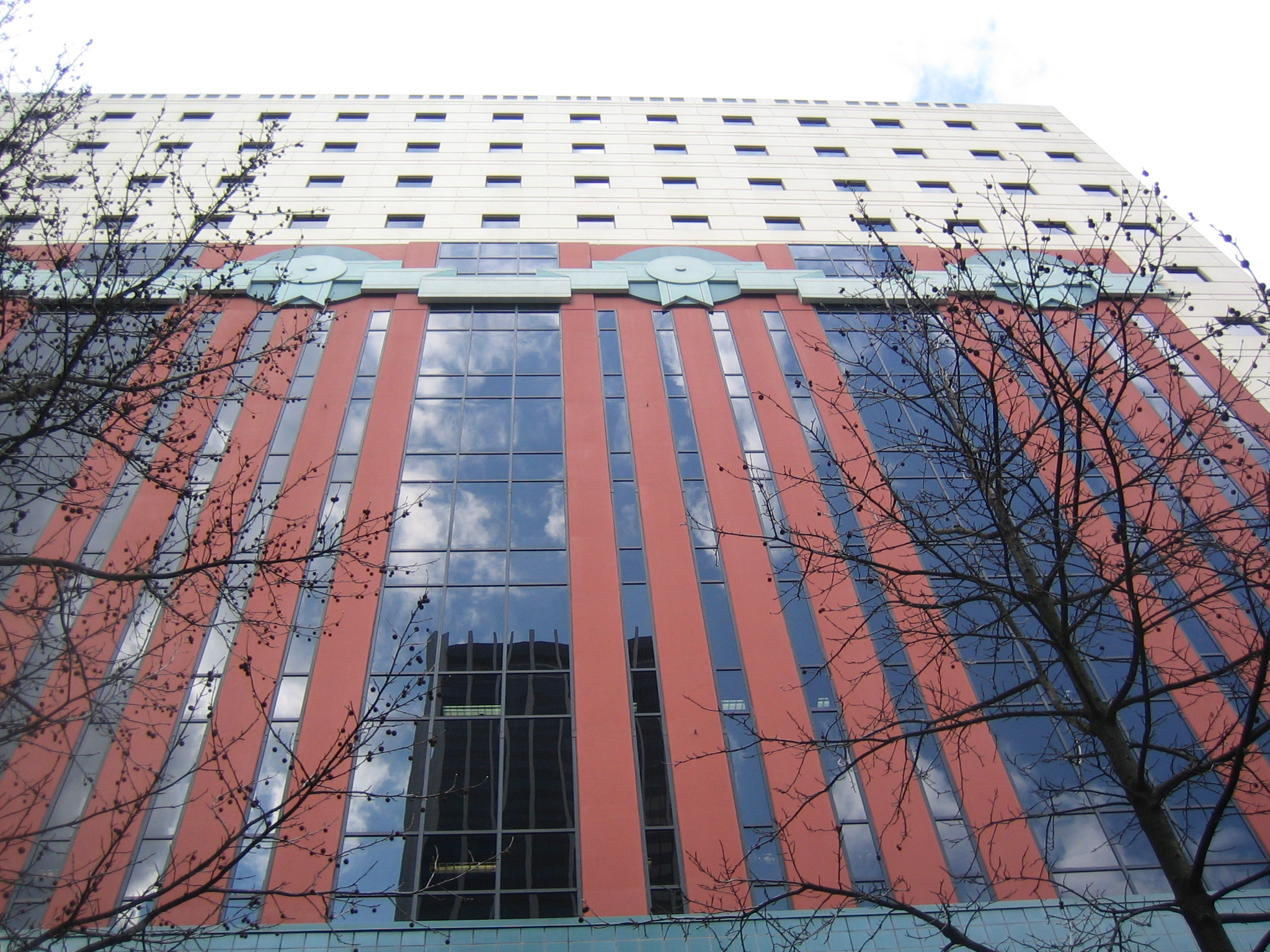
Fassade

## Renovierung 2016
2014 wurde aufgrund des Zustands der Abriss des Gebäudes diskutiert, es wurde als Weißer Elefant (Investitionsruine) bezeichnet. Michael Graves wehrte sich heftig gegen den Abriss. Im Juli 2016 wurden die Pläne zur Renovierung des Gebäudes in die Tat umgesetzt; der Stadtrat setzte für die Arbeiten einen Höchstbetrag von 140 Millionen US-Dollar fest.